# Susan Dougan
Susan Dougan, född 1955, blev generalguvernör i Sankt Vincent och Grenadinerna 2019. 